# Osadnik polowy
Osadnik polowy – wyrobisko podziemne wykonane w pokładzie węgla (lub innej kopaliny) służące do oczyszczania wody podsadzkowej oraz do gromadzenia wody spływającej z podsadzanych wyrobisk w kopalniach. 